# Ецна
Ецна (Edzná) са археологически разкопки на древен град на маите в мексиканския щат Кампече.
Най-забележителната сграда е главният храм. Сградата е изградена върху платформа висока 40 метра, като по този начин от храма има изглед към цялата околност. Град Ецна е бил населен през 400 пр.н.е. и е изоставен около 1500 г.сл. Хр. През късния класически период, град Ецна е бил част от държава на маите със столица град Калакмул.
Към днешна дата разкопките са отворени за туристи.